# Danh sách đĩa đơn quán quân năm 1954 (Mỹ)
Đây là danh sách đĩa đơn đứng đầu của Hoa Kỳ trong năm 1954, được xuất bản trong tạp chí âm nhạc Billboard dựa trên số lượng bán ra tại các cửa hàng:
| Đĩa đơn |
| --- |
| - Tony Bennett - Rags To Riches - 6 Tuần (21.11.1953 - 1.1) - Eddie Fisher - Oh My Papa - 8 Tuần (2.1 - 26.2) - Doris Day - Secret Love - 2 Tuần (27.2 - 12.3) - Jo Stafford - Make Love To Me - 1 Tuần (13.3 - 19.3) - Doris Day - Secret Love - 1 Tuần (20.3 - 26.3) - Jo Stafford - Make Love To Me - 2 Tuần (27.3 - 9.4) - Perry Como - Wanted - 7 Tuần (10.4 - 28.5) - Kitty Kallen - Little Things Mean A Lot - 10 Tuần (29.5 - 6.8) - Crew-Cuts - Sh-Boom - 7 Tuần (7.8 - 24.9) - Rosemary Clooney - Hey There - 6 Tuần (25.9 - 5.11) - Rosemary Clooney - This Ole House - 1 Tuần (6.11 - 12.11) - Eddie Fisher - I Need You Know - 3 Tuần (13.11 - 3.12) - Chordettes - Mr. Sandman - 7 Tuần (4.12 - 21.1.1955) |